# Kanton Saint-Jean-Pied-de-Port
Kanton Saint-Jean-Pied-de-Port (francouzsky Canton de Saint-Jean-Pied-de-Port) je francouzský kanton v departementu Pyrénées-Atlantiques v regionu Akvitánie. Tvoří ho 19 obcí.

## Obce kantonu
- Ahaxe-Alciette-Bascassan
- Aincille
- Ainhice-Mongelos
- Arnéguy
- Béhorléguy
- Bussunarits-Sarrasquette
- Bustince-Iriberry
- Caro
- Estérençuby
- Gamarthe
- Ispoure
- Jaxu
- Lacarre
- Lecumberry
- Mendive
- Saint-Jean-le-Vieux
- Saint-Jean-Pied-de-Port
- Saint-Michel
- Uhart-Cize